# Adarnase IV
Adarnase IV (en georgiano: ადარნასე) (muerto 923) fue un miembro de la dinastía Bagratida de Tao-Klarjeti y príncipe de Iberia, responsable de la restauración del reino de Iberia en 888, que había sido abolido por el imperio Sasánida en el siglo VI.
La numeración de gobernantes sucesivos en los comienzos del periodo bagrátida es muy confusa, ya que oscila entre las diversas ramas de la familia. De ahí, Adarnase, conocido como “IV” por ser el cuarto Adarnase príncipe de Iberia, es también conocido como “II” como soberano de Tao-Klarjeti y “I” como rey de Iberia.

## Conflictos dinásticos
Adarnase era hijo único de David I, príncipe de Iberia con título bizantino de curopalates, que fue asesinado por su primo Nasra en 881. Como Adarnase era todavía menor, el emperador bizantino – siguiendo una política de división– nombró como curopalates, no a Adarnase, sino a su primo Gurgen. El posterior intento de Nasra de desposeer a Adarnase de su patrimonio fue desbaratado con la ayuda del rey Armenio Ashot I en 888. La victoria permitió a Adarnase reclamar un estatus real para él. El historiador Valeri Silogava ha sugerido que la coronación de Adarnase como rey pudo haber ocurrido, en un movimiento simbólico, en la antigua capital ibérica de Mtsjeta, como sugiere una incsripción asomtavruli —probablemente una restauración del siglo VII de un epígrafe más antiguo—en el monasterio de Samtavro.
Aliado con los resurgentes armenios, Adarnase lanzó, desde su base en el Tao inferior, una política de expansión. No siendo curopalates y teniendo el ejemplo de Armenia, Adarnase asumió el título de rey y posteriormente derrotó a su rival curopalates Gurgen. El gobierno bizantino se adaptó a las circunstancias y, a la muerte de Gurgen en 891, reconoció a Adarnase como curopalates.

## Cambiando alianzas
Adarnase recompensó a Ashot por la ayuda de Armenia con inquebrantable lealtad que continuó manifestando al sucesor de Ashot, Smbat I al que Adarnase apoyó para ganar la corona en las luchas dinásticas en 890 y más tarde apoyó en su lucha contra Ahmed ibn-'Isâ de Diyarbakır, el antiguo gobernador del Califa de Armarīniya. A cambio, Smbat reconoció el estauts real de  Adarnase y le coronó personalmente en 899. Los dos hombres colaboraron en derrotar, en 904, al rey de Abjaso Constantino III, su pariente común, que compitió con Adarnase por la hegemonía en el interior de Iberia interior (Ducado de Kartli) y con Smbat en Gogarene (Tashir-Dzoraget). Adarnase capturó a Constantino y se lo entregó a  Smbat. Pero este último, para contrarrestar el creciente poder de Adarnase y extender la influencia Armeniana al oeste de Georgia, le liberó. Este movimiento enemistó a Adarnase y Smbat y provocó la rotura y el debilitamiento de ambos monarcas: Adarnase fue desposeído por Constantino, virrey de Kartli en 904, mientras Smbat fue derrotado y torturado hasta la muerte por Yusuf, gobernante Sayí de Azerbaiyán en 914. A raíz de estos acontecimientos, Adarnase fue relegado a sus territorios en Tao. Reconstruyó la iglesia de Bana en Tao y la convirtió en sede episcopal.

## Familia
La mujer de Adarnase nos es desconocida. Fue sobrevivido por cinco hijos:
- David II de Iberia (muerto 937)
- Ashot II de Tao (muerto 954)
- Bagrat Magistros (Muerto 945)
- Sumbat I de Iberia (muerto 958)
- Hija anónima, casado Constantino III de Abjasia
- Probablemente, una hija anónima, casada con el sparapet Abbas, hermano de Ashot I de Armenia.